# Adio, dar rămân cu tine
Adio, dar rămân cu tine (titlul original în engleză The Goodbye Girl) este un film de comedie american din 1977. A fost regizat de Herbert Ross, iar din distribuție fac parte Richard Dreyfuss, Marsha Mason, Quinn Cummings și Paul Benedict după scenariul original al lui Neil Simon.

## Rezumatt
Subiectul filmului are în centru un trio ciudat — un actor în devenire puțin egoist care a subînchiriat de la un prieten un apartament în Manhattan, ocupanta curentă a apartamentului și fiica acesteia de 10 ani.
O femeie vine acasă și vede că iubitul ei a plecat din oraș. A doua surpriză o are când află că acesta a subînchiriat apartamentul în care locuiește ea, cu fiica ei. După unele negocieri, hotărăște să împartă casa cu noul chiriaș. De aici, o serie de încurcături amuzante și o nouă poveste de dragoste.
|  | Cea mai caldă comedie a lui Neil Simon de până acum pune în contact un actor interpretat de Dreyfus cu o femeie recent părăsită — Marsha Mason — în același apartament fără voia lor. Un scenariu de mare calibru și interpretări pe măsură. | — Leonard Maltin`s Movies & Videoguide, 1988 |

## Distribuție
- Richard Dreyfuss – Elliot Garfield
- Marsha Mason – Paula McFadden
- Quinn Cummings – Lucy McFadden, fiica sa
- Paul Benedict – Mark
- Barbara Rhoades – Donna
- Theresa Merritt – D-na Crosby
- Michael Shawn – Ronnie
- Patricia Pearcy – Rhonda

## Premii și nominalizări

### Premiul Oscar
- Premiul Oscar pentru cel mai bun actor – Richard Dreyfuss (câștigat)
- Premiul Oscar pentru cel mai bun film – Ray Stark (nominalizat)
- Premiul Oscar pentru cea mai bună actriță – Marsha Mason (nominalizată)
- Premiul Oscar pentru cea mai bună actriță în rol secundar – Quinn Cummings (nominalizată)
- Premiul Oscar pentru cel mai bun scenariu original – Neil Simon (nominalizat)

### Premiul Globul de Aur
- Premiul Globul de Aur pentru cel mai bun film (muzical/comedie) (câștigat)
- Premiul Globul de Aur pentru cel mai bun actor (muzical/comedie) — Richard Dreyfuss (câștigat)
- Premiul Globul de Aur pentru cea mai bună actriță (muzical/comedie) — Marsha Mason (câștigat)
- Premiul Globul de Aur pentru cel mai bun scenariu — Neil Simon (câștigat)
- Premiul Globul de Aur pentru cea mai bună actriță în rol secundar — Quinn Cummings (nominalizare)

### Premiul BAFTA
- BAFTA pentru cel mai bun actor — Richard Dreyfuss (câștigat)
- BAFTA pentru cea mai bună actriță — Marsha Mason (nominalizată)
- BAFTA pentru cel mai bun scenariu — Neil Simon (nominalizat)